# Barcino
Pour la localité polonaise, voir Barcino.
Barcino (de l'ibère Barkéno) est une colonie romaine sur laquelle s'est établie la ville de Barcelone. Le nom complet de la colonie est Iulia Augusta Faventia Paterna Barcino (IVL· AVG· FAV· PAT· BARCIN·), comme on peut le voir écrit sur une pierre conservée au Musée d'histoire de Barcelone (voir ci-dessous). Iulia Augusta indique que la colonie est érigée sous l'auspice de la famille impériale des Julio-Claudiens.

## Histoire
Les Romains arrivent sur l'actuel territoire catalan en 218 av. J.-C., lorsqu'une armée commandée par Cnaeus Scipion, en tant que légat de son frère Publius, débarque à Emporiæ afin de transformer la cité grecque en base logistique militaire pour appuyer la lutte de Rome contre Carthage pour la Méditerranée. Pendant la transition entre le IIIe et le IIe siècle, ce processus de colonisation s'amplifie jusqu'à couvrir une partie importante de l'actuelle Catalogne. En parallèle, les Romains maintiennent des contacts directs avec les tribus ibères déjà installées dans ces zones et transforment leurs villages en centres de contrôle romain, agrégeant parfois les populations des villages dans ces centres plus prospères. Barcino est l'une de ces villes, entre 15 et 13 av. J.-C., à l'époque de l'empereur Auguste, où les Romains construisent sur le Mont Taber — promontoire de 16,9 mètres sur lequel est construite la vieille ville de Barcelone — un temple de 12 mètres de haut, au centre du quartier gothique contemporain de Barcelone.

« La Colonia Ivlia Faventia Paterno Barcino fut fondée par Auguste à la fin des guerres cantabres (c. 10 av. J.-C.). Il s'agit d'une fondation ex novo dans un contexte général de réorganisation du territoire du nord est de l'Hispania »

— Carme Miró i Alaix
Barcino apparut alors qu'existait une puissante impulsion urbaine qui se prolongea jusqu'à la mort d'Auguste en 14 apr. J.-C. La ville avait une structure romaine typique, avec sa forme octogonale, et une distribution des bâtiments par blocs rectangulaires. Barcino était une petite ville, à vocation essentiellement militaire, comparée aux autres villes de la péninsule et notamment par rapport à ses voisines Baetulo et Emporiæ et surtout par rapport à la capitale de l’Hispanie citérieure : Tarraco. La forteresse délimitait à peine 10 hectares, et sa population culmina à 2 000 habitants seulement.
Une partie significative de l'ancienne Barcino est visible dans les sous-sols du musée d'histoire de Barcelone où sont conservés nombre de vestiges de ses monuments et de la vie quotidienne de ses habitants.

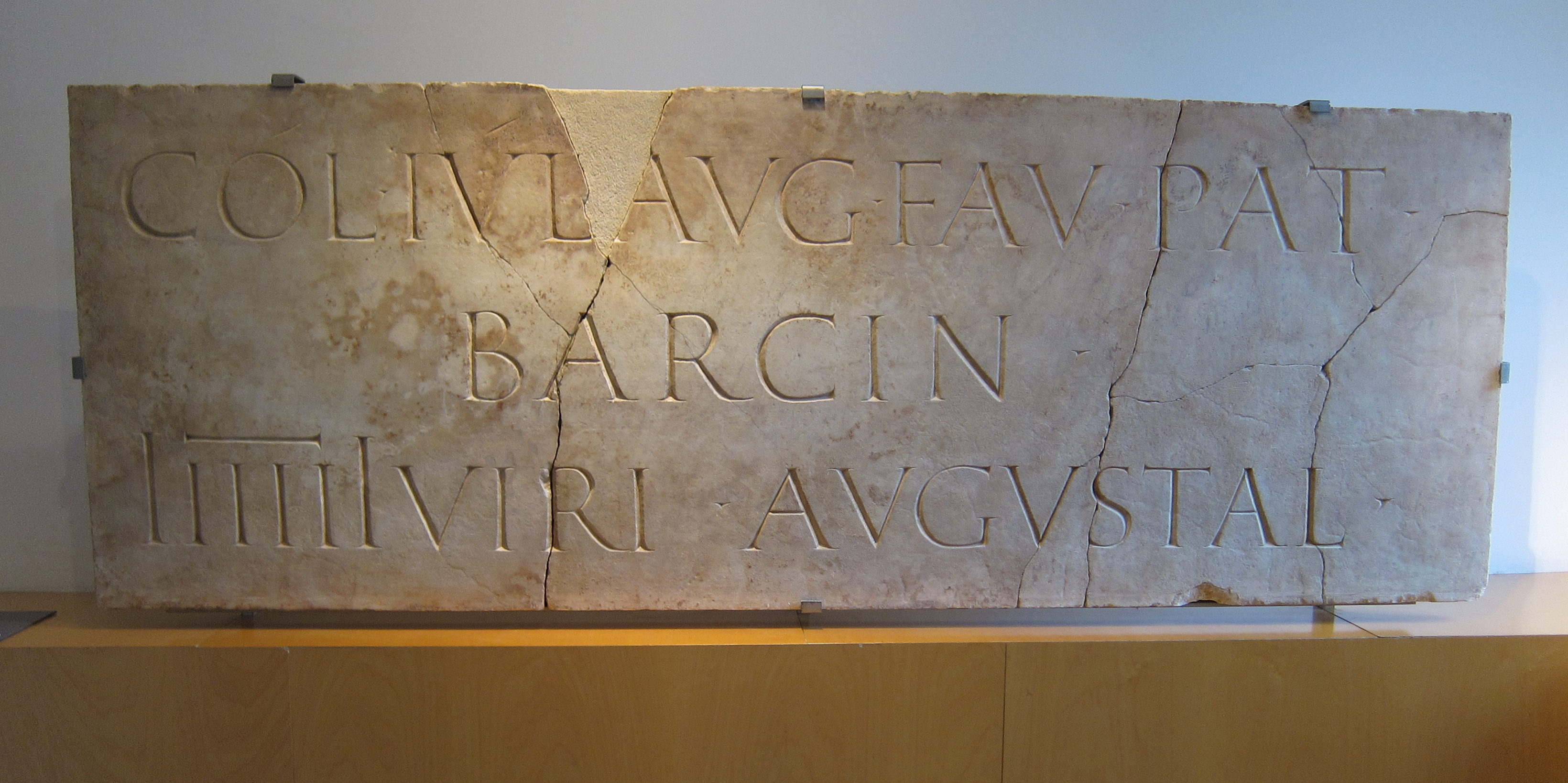
Marbre romain avec le texte latin COL IVL AVG FAV PAT BARCIN pour Colonia Julia Augusta Faventia Paterna Barcino. Musée d'histoire de Barcelone.

## Emplacement

Évolution de la côte du port de Barcelone. Barcino fut construite sur le Mont Taber au centre, qui culmine à 16.9 m, à l'endroit où fut construit le temple d'Auguste.

La colonie romaine de Barcino fut construite sur un emplacement antérieur ibère, sur un promontoire appelé Mont Taber qui s’élève de 16,9 mètres au-dessus de la mer. Celle-ci s'avançait alors dans ce qui est aujourd'hui La Rambla d'un côté et la via Laietana de l'autre. Le promontoire était alors suffisant pour contrôler ce qui est aujourd’hui connu comme la plaine de Barcelone, était alors une grande ager, où étaient construites de nombreuses villas romaines, telle que celle mise à jour lors d’une excavation lors de la transformation de la gare de Sagrera, en 2010. Baetulo – Badalone contemporaine – formait une autre présence romaine importante des alentours.
La disposition des portes d’accès à la cité et les restes archéologiques qui y ont été trouvés font penser qu’à l’intérieur de la muraille, la cité était organisée en castrum.
- Une voie large centrale « decumanus maxiumus » de 825 m traversait la cité depuis la  Porta Praetoria (aujourd’hui : du Portal del Bisbe à la plaça Nova), croisant les rues contemporaines del Bisbe, de la Ciutat, et de Regomir, jusqu’à la Porta Decumana. De ces deux portes, il reste encore les tours de la plaça Nova, et des soubassements de la Porta Decumana ont été mis au jour rue Regomir[2].
- Un axe central, perpendiculaire au précédent était le Cardo maximus, de 550 m qui unissait la Porta principalis sinistra (Place de l'Ange) et la Porta principalis dextra (qui était entre les rues Ferran et del Call) et qui passait par la rue de la Llibreria et sur un tronçon de celle del Call.
- des voies secondaires, decumani minores, parallèles au Decumanus maximus, (rue contemporaines : dels Gegants, ptge. de l'Ensenyança et rue Sant Domènec del Call).
- D’autres voies secondaires, cardines minores complétaient le schéma. Elles étaient parallèles au Cardo maximus (comme aujourd’hui les rues de Sant Sever, la descente de Santa Clara, les rues de la Pietat, del Bisbe Caçador, de la Font de Sant Miquel, i la descente de Sant Miquel).

Entre les espaces délimités par ces rues, étaient construites des maisons domus, des bâtiments publics : termes, forum, temple…
Initialement, la Porta Praetoria donnait accès à la colonie. Des trois arcades dont elle était constituée, nous ne voyons plus aujourd’hui qu’un des accès latéraux et deux tours de section circulaire qui défendait l’accès (Ier-Ve siècle)

## Forum
Le forum de Barcino était à l'intersection du Decumanus Maximus et du Cardo Maximus. Il se situait approximativement entre les rues Llibreteria, Pietat, Sant Domènec del Call et Freneria, espace essentiellement occupé par le Palais de la généralité de Catalogne. Il fut construit entre la fin du Ier siècle av. J.-C. et le début du Ier siècle. Il était probablement dédié au culte impérial d'Auguste.

## Habitations et autres bâtiments
Barcino était construite d’une part par des habitations de type domus i insulae, et d’autre part par des bâtiments publics. Étant une très petite ville à la population réduite, il n’y avait probablement pas de bâtiments de grandes dimensions, tel qu’un amphithéâtre ou un cirque. Cependant, les études archéologiques de Jordina Sales font l’hypothèse d’arènes ou d’amphithéâtre à l’endroit où est construite l’église Santa Maria del Mar (anciennement Santa Maria des Arènes, peut-être d’après un toponyme de l’époque romaine), hors des murailles, dont l’accès se ferait par la rue de l’Argenterie, qui part de la muraille romaine.
Les habitants de Barcino profitaient cependant d’un théâtre et de thermes, ces derniers furent donnés par la prestigieuse famille aristocratique Minici Natal. Aucune vilae n’a été retrouvée. Il s’agissait de maisons de campagne de grandes dimensions que peu de monde pouvait s’offrir. Il existait cependant des domus, maisons séparées les unes des autres où vivait une famille. Cette présence était logique à Barcino, colonie de militaires à la retraite au solde élevé. Il existait des insulae, blocs ayant jusqu’à quatre étages, abritant quelques logements et construits avec des matériaux peu résistants.
Dans tous les cas Barcino jouissait d’un niveau économique très élevé, grâce à l’importante superficie cultivée et à la zone portuaire, où se faisait commerce de vin, de céréales et de poisson. Des installations de vinification ont notamment été retrouvées intra muros.

## Galerie

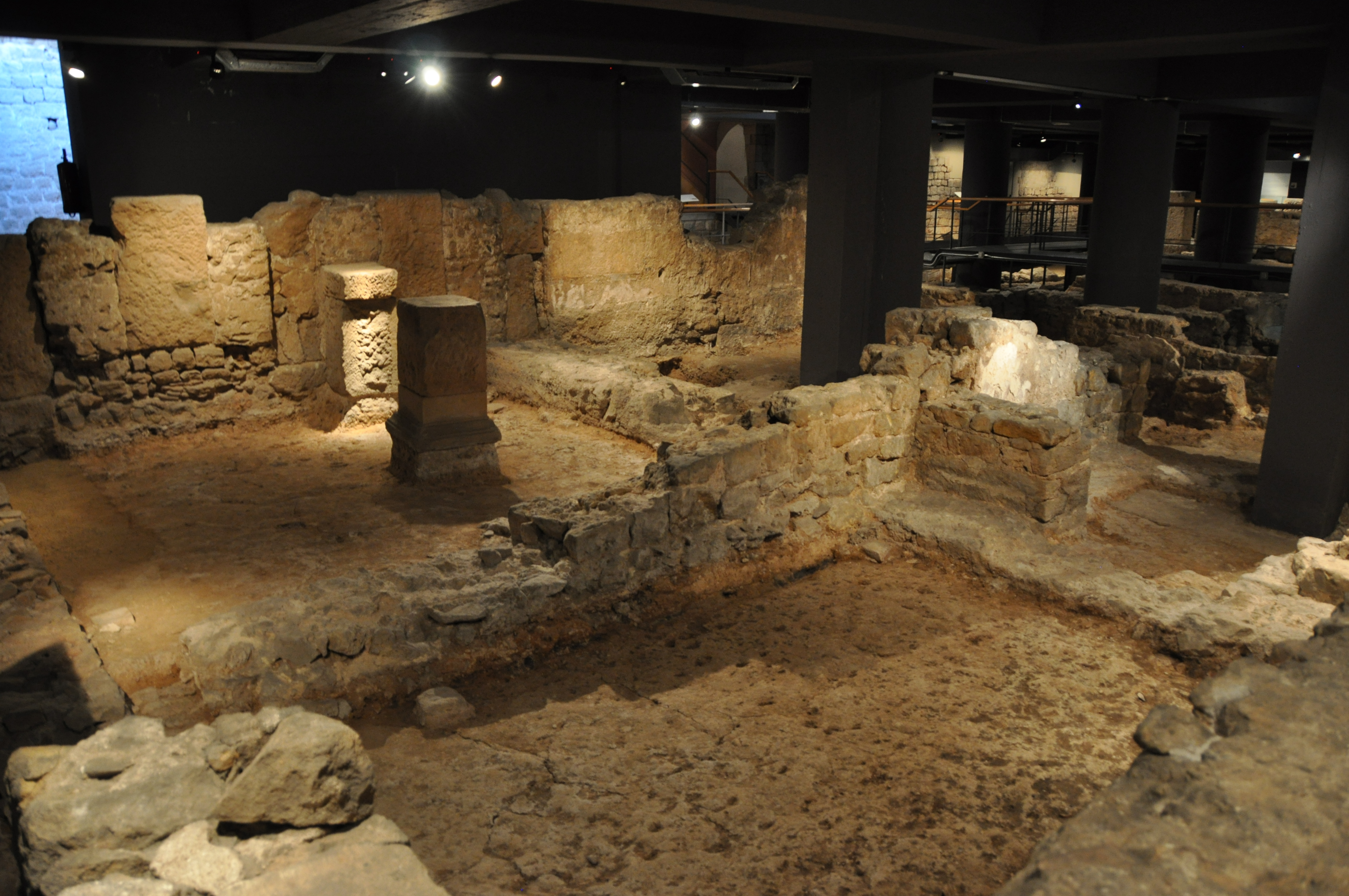
Ruines d'une taverne romaine, sous la Plaça del Rei
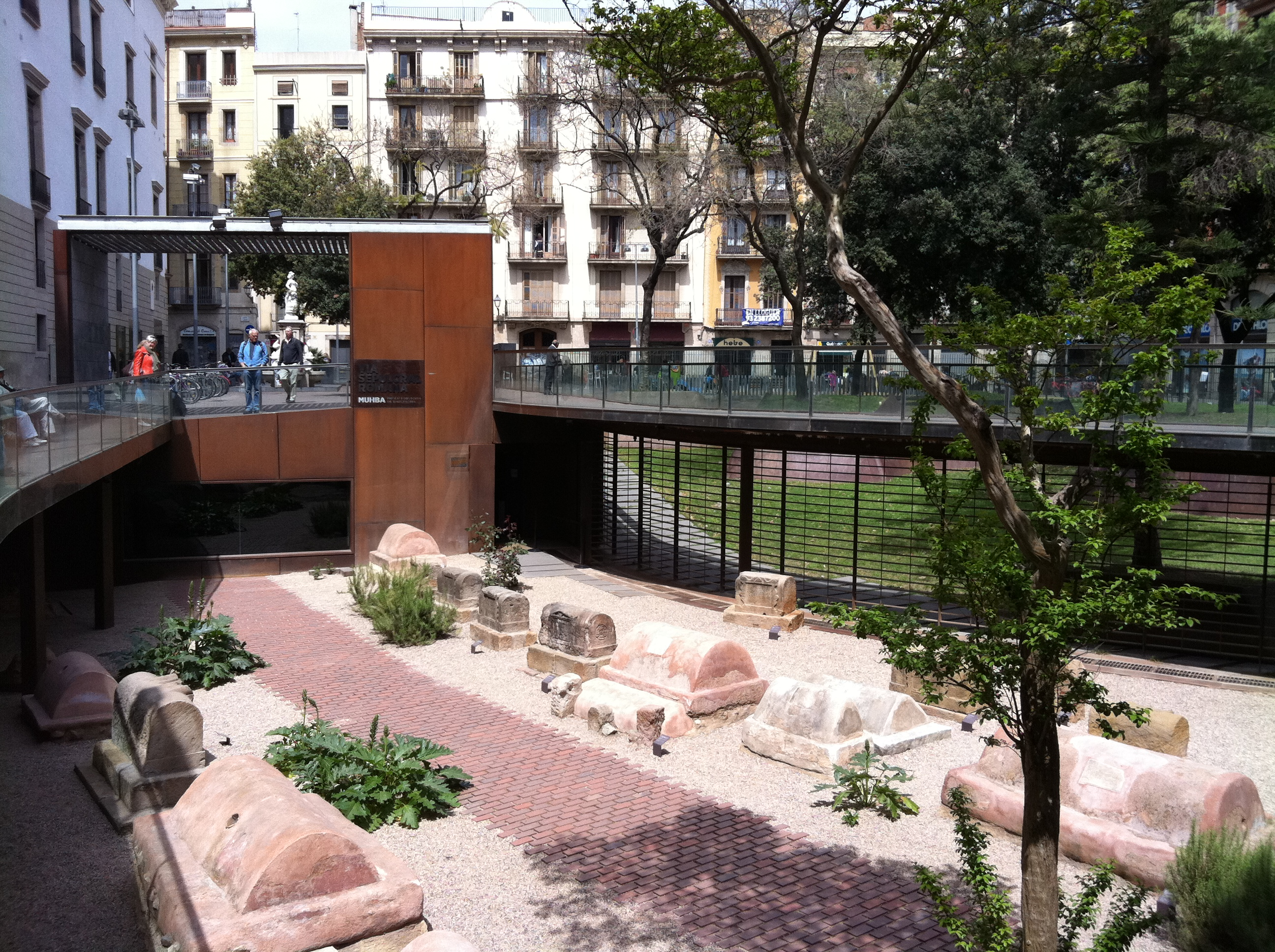
Voie funéraire romaine
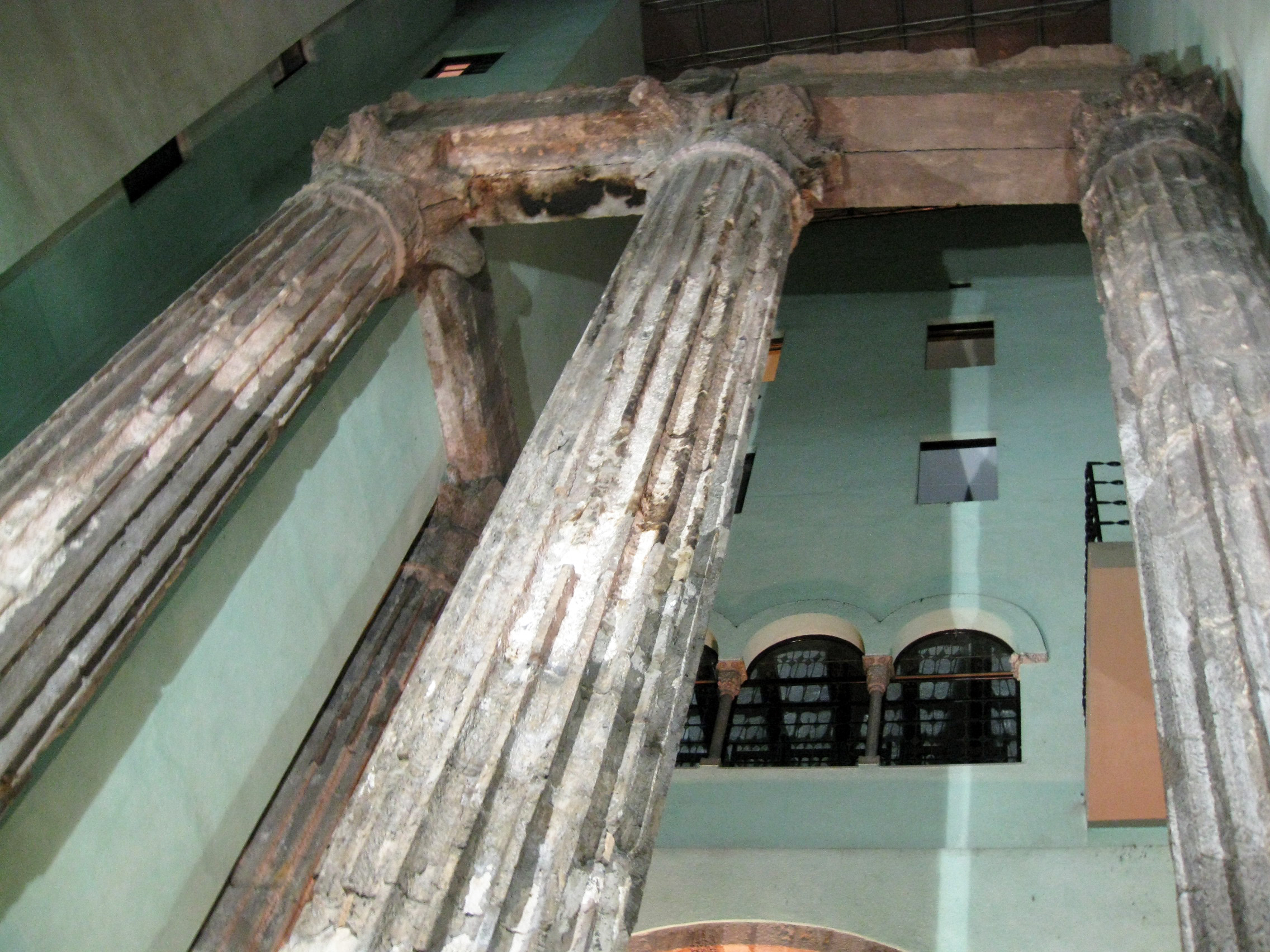
Colonnes du temple d'Auguste conservés in situ.
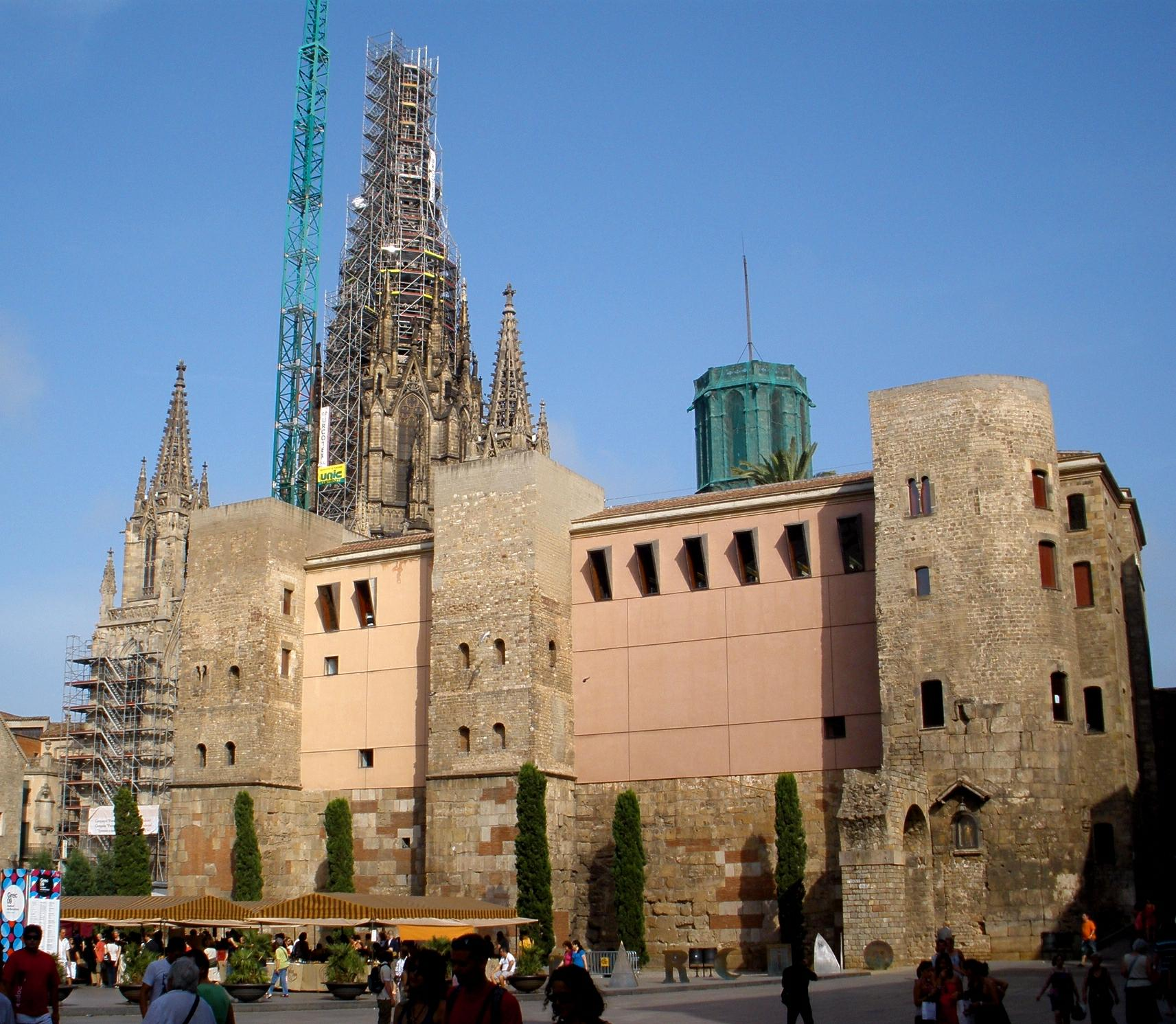
Muraille de Barcino (Porta Praetoria)

## Bàrcino à la fin de l'Antiquité
Les nouvelles fortifications et la position stratégique donnèrent à Barcino un rôle plus important à la fin de l'Antiquité. La cité dépassa alors Tarraco en importance. À la chute de l'Empire romain, elle devint capitale du royaume wisigoth (415, 507-510 et 531-548). Durant cette période de transition de l'Antiquité vers le Moyen Âge, elle devint la ville la plus importante de Catalogne, notamment à cause du déclin de Tarraco, rasée par les Vandales.
D'autre part, le développement du christianisme changea rapidement la physionomie de la ville. Dès le Ve siècle fut bâtie la première basilique chrétienne, de laquelle est conservée, in situ, le premier baptistère (sous la cathédrale) et la salle de réception du palais épiscopal à trois nefs, sous la rue des Contes